# 9e étape du Tour d'Espagne 2003
Pour un article plus général, voir Tour d'Espagne 2003.
La 9e étape du Tour d'Espagne 2003 a eu lieu le 14 septembre 2003 entre la ville Vielha e Mijaran et le col du Port d'Envalira en Andorre,  sur une distance de 175 km. Elle a été remportée par l'Espagnol Alejandro Valverde (Kelme-Costa Blanca). Il devance l'Italien Dario Frigo (Fassa Bortolo) et son compatriote Unai Osa (iBanesto.com). Isidro Nozal (ONCE-Eroski) conserve son maillot or de leader du classement général à l'issue de l'étape.

## Classement de l'étape
| \| Classement de l'étape \| Classement de l'étape \| Classement de l'étape \| Classement de l'étape \| Classement de l'étape \| \| Coureur \| Coureur \| Pays \| Équipe \| Temps \| \| --------------------- \| --------------------- \| --------------------- \| ---------------------- \| --------------------- \| \| 1er \| Alejandro Valverde \| Espagne \| Kelme-Costa Blanca \| 4 h 48 min 36 s \| \| 2e \| Dario Frigo \| Italie \| Fassa Bortolo \| + 1 s \| \| 3e \| Unai Osa \| Espagne \| iBanesto.com \| + 3 s \| \| 4e \| Leonardo Piepoli \| Italie \| iBanesto.com \| + 3 s \| \| 5e \| Francisco Mancebo \| Espagne \| iBanesto.com \| + 3 s \| \| 6e \| Félix Cárdenas \| Colombie \| Labarca-2-Café Baqué \| + 3 s \| \| 7e \| Isidro Nozal \| Espagne \| ONCE-Eroski \| + 3 s \| \| 8e \| Michele Scarponi \| Italie \| Domina Vacanze-Elitron \| + 3 s \| \| 9e \| Aitor González \| Espagne \| Fassa Bortolo \| + 3 s \| \| 10e \| Michael Rasmussen \| Danemark \| Rabobank \| + 3 s \| |                    |          |                        |                 |
| |                    |          |                        |                 |
| |                    |          |                        |                 |
| Classement de l'étape |                    |          |                        |                 |
| Coureur | Coureur            | Pays     | Équipe                 | Temps           |
| 1er | Alejandro Valverde | Espagne  | Kelme-Costa Blanca     | 4 h 48 min 36 s |
| 2e | Dario Frigo        | Italie   | Fassa Bortolo          | + 1 s           |
| 3e | Unai Osa           | Espagne  | iBanesto.com           | + 3 s           |
| 4e | Leonardo Piepoli   | Italie   | iBanesto.com           | + 3 s           |
| 5e | Francisco Mancebo  | Espagne  | iBanesto.com           | + 3 s           |
| 6e | Félix Cárdenas     | Colombie | Labarca-2-Café Baqué   | + 3 s           |
| 7e | Isidro Nozal       | Espagne  | ONCE-Eroski            | + 3 s           |
| 8e | Michele Scarponi   | Italie   | Domina Vacanze-Elitron | + 3 s           |
| 9e | Aitor González     | Espagne  | Fassa Bortolo          | + 3 s           |
| 10e | Michael Rasmussen  | Danemark | Rabobank               | + 3 s           |

## Classement général
| \| Classement général \| Classement général \| Classement général \| Classement général \| Classement général \| \| Coureur \| Coureur \| Pays \| Équipe \| Temps \| \| ------------------ \| ------------------------- \| ------------------ \| ----------------------------- \| ------------------ \| \| 1er \| Isidro Nozal \| Espagne \| ONCE-Eroski \| 29 h 46 min 47 s \| \| 2e \| Igor González de Galdeano \| Espagne \| ONCE-Eroski \| + 1 min 48 s \| \| 3e \| Manuel Beltrán \| Espagne \| US Postal Service-Berry Floor \| + 2 min 01 s \| \| 4e \| Dario Frigo \| Italie \| Fassa Bortolo \| + 3 min 05 s \| \| 5e \| Roberto Heras \| Espagne \| US Postal Service-Berry Floor \| + 3 min 28 s \| \| 6e \| Francisco Mancebo \| Espagne \| iBanesto.com \| + 3 min 40 s \| \| 7e \| Aitor González \| Espagne \| Fassa Bortolo \| + 4 min 00 s \| \| 8e \| Alejandro Valverde \| Espagne \| Kelme-Costa Blanca \| + 4 min 00 s \| \| 9e \| Michael Rasmussen \| Danemark \| Rabobank \| + 4 min 04 s \| \| 10e \| Unai Osa \| Espagne \| iBanesto.com \| + 4 min 14 s \| |                           |          |                               |                  |
| |                           |          |                               |                  |
| |                           |          |                               |                  |
| Classement général |                           |          |                               |                  |
| Coureur | Coureur                   | Pays     | Équipe                        | Temps            |
| 1er | Isidro Nozal              | Espagne  | ONCE-Eroski                   | 29 h 46 min 47 s |
| 2e | Igor González de Galdeano | Espagne  | ONCE-Eroski                   | + 1 min 48 s     |
| 3e | Manuel Beltrán            | Espagne  | US Postal Service-Berry Floor | + 2 min 01 s     |
| 4e | Dario Frigo               | Italie   | Fassa Bortolo                 | + 3 min 05 s     |
| 5e | Roberto Heras             | Espagne  | US Postal Service-Berry Floor | + 3 min 28 s     |
| 6e | Francisco Mancebo         | Espagne  | iBanesto.com                  | + 3 min 40 s     |
| 7e | Aitor González            | Espagne  | Fassa Bortolo                 | + 4 min 00 s     |
| 8e | Alejandro Valverde        | Espagne  | Kelme-Costa Blanca            | + 4 min 00 s     |
| 9e | Michael Rasmussen         | Danemark | Rabobank                      | + 4 min 04 s     |
| 10e | Unai Osa                  | Espagne  | iBanesto.com                  | + 4 min 14 s     |

## Classements annexes
| Classement par points | Classement par points | Classement par points | Classement par points           | Classement par points |
| Coureur               | Coureur               | Pays                  | Équipe                          | Points                |
| --------------------- | --------------------- | --------------------- | ------------------------------- | --------------------- |
| 1er                   | Isidro Nozal          | Espagne               | ONCE-Eroski                     | 59 pts                |
| 2e                    | Alejandro Valverde    | Espagne               | Kelme-Costa Blanca              | 57 pts                |
| 3e                    | Joaquim Rodríguez     | Espagne               | ONCE-Eroski                     | 57 pts                |
| 4e                    | Luis Pérez Rodríguez  | Espagne               | Cofidis-Le Crédit par Téléphone | 55 pts                |
| 5e                    | Unai Etxebarria       | Venezuela             | Euskaltel-Euskadi               | 53 pts                |

| Classement par points | Classement par points | Classement par points | Classement par points           | Classement par points |
| Coureur               | Coureur               | Pays                  | Équipe                          | Points                |
| --------------------- | --------------------- | --------------------- | ------------------------------- | --------------------- |
| 1er                   | Isidro Nozal          | Espagne               | ONCE-Eroski                     | 59 pts                |
| 2e                    | Alejandro Valverde    | Espagne               | Kelme-Costa Blanca              | 57 pts                |
| 3e                    | Joaquim Rodríguez     | Espagne               | ONCE-Eroski                     | 57 pts                |
| 4e                    | Luis Pérez Rodríguez  | Espagne               | Cofidis-Le Crédit par Téléphone | 55 pts                |
| 5e                    | Unai Etxebarria       | Venezuela             | Euskaltel-Euskadi               | 53 pts                |

| Classement de la montagne | Classement de la montagne | Classement de la montagne | Classement de la montagne       | Classement de la montagne |
| Coureur                   | Coureur                   | Pays                      | Équipe                          | Points                    |
| ------------------------- | ------------------------- | ------------------------- | ------------------------------- | ------------------------- |
| 1er                       | Félix Cárdenas            | Colombie                  | Labarca-2-Café Baqué            | 132 pts                   |
| 2e                        | Aitor Osa                 | Espagne                   | iBanesto.com                    | 106 pts                   |
| 3e                        | Joan Horrach              | Espagne                   | Milaneza-MSS                    | 97 pts                    |
| 4e                        | Luis Pérez Rodríguez      | Espagne                   | Cofidis-Le Crédit par Téléphone | 62 pts                    |
| 5e                        | Josep Jufré               | Espagne                   | Colchon Relax - Fuenlabrada     | 55 pts                    |

| Classement de la montagne | Classement de la montagne | Classement de la montagne | Classement de la montagne       | Classement de la montagne |
| Coureur                   | Coureur                   | Pays                      | Équipe                          | Points                    |
| ------------------------- | ------------------------- | ------------------------- | ------------------------------- | ------------------------- |
| 1er                       | Félix Cárdenas            | Colombie                  | Labarca-2-Café Baqué            | 132 pts                   |
| 2e                        | Aitor Osa                 | Espagne                   | iBanesto.com                    | 106 pts                   |
| 3e                        | Joan Horrach              | Espagne                   | Milaneza-MSS                    | 97 pts                    |
| 4e                        | Luis Pérez Rodríguez      | Espagne                   | Cofidis-Le Crédit par Téléphone | 62 pts                    |
| 5e                        | Josep Jufré               | Espagne                   | Colchon Relax - Fuenlabrada     | 55 pts                    |

| Classement du combiné | Classement du combiné | Classement du combiné | Classement du combiné           | Classement du combiné |
| Coureur               | Coureur               | Pays                  | Équipe                          | Points                |
| --------------------- | --------------------- | --------------------- | ------------------------------- | --------------------- |
| 1er                   | Isidro Nozal          | Espagne               | ONCE-Eroski                     | 14 pts                |
| 2e                    | Alejandro Valverde    | Espagne               | Kelme-Costa Blanca              | 17 pts                |
| 3e                    | Luis Pérez Rodríguez  | Espagne               | Cofidis-Le Crédit par Téléphone | 19 pts                |
| 4e                    | Félix Cárdenas        | Colombie              | Labarca-2-Café Baqué            | 20 pts                |
| 5e                    | Michael Rasmussen     | Danemark              | Rabobank                        | 26 pts                |

| Classement du combiné | Classement du combiné | Classement du combiné | Classement du combiné           | Classement du combiné |
| Coureur               | Coureur               | Pays                  | Équipe                          | Points                |
| --------------------- | --------------------- | --------------------- | ------------------------------- | --------------------- |
| 1er                   | Isidro Nozal          | Espagne               | ONCE-Eroski                     | 14 pts                |
| 2e                    | Alejandro Valverde    | Espagne               | Kelme-Costa Blanca              | 17 pts                |
| 3e                    | Luis Pérez Rodríguez  | Espagne               | Cofidis-Le Crédit par Téléphone | 19 pts                |
| 4e                    | Félix Cárdenas        | Colombie              | Labarca-2-Café Baqué            | 20 pts                |
| 5e                    | Michael Rasmussen     | Danemark              | Rabobank                        | 26 pts                |

| Classement par équipes | Classement par équipes          | Classement par équipes | Classement par équipes |
| Équipe                 | Équipe                          | Pays                   | Temps                  |
| ---------------------- | ------------------------------- | ---------------------- | ---------------------- |
| 1re                    | ONCE-Eroski                     | Espagne                | 89 h 24 min 16 s       |
| 2e                     | iBanesto.com                    | Espagne                | + 3 min 01 s           |
| 3e                     | Kelme-Costa Blanca              | Espagne                | + 16 min 17 s          |
| 4e                     | Euskaltel-Euskadi               | Espagne                | + 20 min 39 s          |
| 5e                     | Cofidis-Le Crédit par Téléphone | France                 | + 24 min 21 s          |

| Classement par équipes | Classement par équipes          | Classement par équipes | Classement par équipes |
| Équipe                 | Équipe                          | Pays                   | Temps                  |
| ---------------------- | ------------------------------- | ---------------------- | ---------------------- |
| 1re                    | ONCE-Eroski                     | Espagne                | 89 h 24 min 16 s       |
| 2e                     | iBanesto.com                    | Espagne                | + 3 min 01 s           |
| 3e                     | Kelme-Costa Blanca              | Espagne                | + 16 min 17 s          |
| 4e                     | Euskaltel-Euskadi               | Espagne                | + 20 min 39 s          |
| 5e                     | Cofidis-Le Crédit par Téléphone | France                 | + 24 min 21 s          |